# Silnice II/341
Silnice II/341 je silnice II. třídy, která vede z Heřmanova Městce do Hrbokova. Je dlouhá 10,5 km. Prochází jedním krajem a jedním okresem.

## Vedení silnice

### Pardubický kraj, okres Chrudim
- Heřmanův Městec (křiž. I/17, III/32228)
- Chotěnice (křiž. III/3411)
- Úherčice
- Nerozhovice
- Vápenný Podol (křiž. III/3413)
- Hrbokov (křiž. II/340)